# Жулянський машинобудівний завод «Візар»
Жуля́нський машинобудівни́й заво́д «Віза́р» — підприємство авіаційної промисловості України з виробництва керованих зенітних ракет класу «земля-повітря» для комплексів С-300, а також виробів і вузлів для оснащення літаків і гвинтокрилів різних типів, які випускають у СНД. Входить до концерну Укроборонпром.

## Історія заводу
- 24 січня 1968 р. Наказом міністра авіаційної промисловості № 34 від 24 січня 1968 року на базі проммайданчика № 1 Київського машинобудівного заводу ім. Артема організовано філіал № 1 з утворенням цехів та служб.
- 1963—1972 р.р. Будівництво виробничих корпусів, об'єктів енергозабезпечення. Освоєння та випуск виробів 5В61 для системи А35 протиракетної оборони.
- 1972—1975 р.р. Введення нових виробничих майданчиків. Освоєння та випуск: з'ємних виробів авіаційного озброєння (багатозамкові балкові тримачі БД3-УМК2-Б, БД4-УСК, МБД3-У2Т-1, МБД3-У6-68, замкові пристрої Д3-57Д, Д3-УМ, Д3-У1А); ТНС (вузли комбайну КУФ −1, посуд металевий).
- 1975 р. Наказом Міністерства авіаційної промисловості СРСР № 310 від 14.08.1975 р. філіалу № 1 був наданий статус юридичної особи з назвою Жулянський машинобудівний завод КВО ім. Артема.
- 1975—1980 р.р. Освоєння та випуск: виробів 5В55К для комплексів ППО С−300П(ПС), продовження випуску з'ємних виробів авіаційного озброєння);ТНС (набори кухонного посуду, термоса, скороварки).
- 1980—1985 р.р. Серійний випуск виробів: 5В55Р, продовження випуску з'ємних виробів авіаційного озброєння, замкових пристроїв; освоєння та випуск балкового тримача МБД3-У9М; ТНС (гантелі, картоплерізка, ложки, шківи).
- 1985—1991 р.р. Серійний випуск: Вироби 5В55Р, з'ємних виробів авіаційного озброєння; ТНС (картоплерізка, столові набори); освоєння виробу 48Н6. Освоєння та випуск ТНС (каністри, центробори, плитка декоративна, мініножівки, замки накладні, диски автомобільні, багажники, причепи до легкових автомобілів, медичний інструмент: гінекологічні та ортопедичні набори).
- 1990 р. Наказом Міністра авіаційної промисловості СРСР № 667 від 29.12.1990 р. «Жулянський машинобудівний завод» був виділений в самостійне підприємство в зв'язку з виходом зі складу КВО ім. Артема.
- 1992—1995 р.р. Зменшення об'ємів виробництва виробів 5В55, багатозамкових балкових тримачів. Випуск установчої партії виробу 48Н6. Серійний випуск виробів мед. техніки (ортопедичні травматологічні набори, гінекологічні набори), ТНС (каністри, центробори, плитка декоративна, мініножівки, замки накладні, диски автомобільні, багажники, причепи до легкових автомобілів).
- 1995—1997 р.р. Освоєння та початок випуску: енергозберігаючих приладів (мембранних лічильників газу G6, G4 типу «Візар», G4, G2.5, G1.6 типу «ВР», регуляторів тиску газу РДГ-10). Серійний випуск ТНС (причепи до легкових автомобілів, багажники, велотренажери, електроконвектори, бандажні пружини).
- 25.06.1996  підприємство перейменовано на Жулянський машинобудівний завод «Візар».
- 1996 р. Організовано сервісну службу з ремонту та обслуговуванню лічильників газу та регуляторів тиску газу.
- 1997 р. Проводять роботи по ремонту та продовженню ресурсу виробів 5В55. Виробництво і реалізація виробів авіаційної техніки для поставки на експорт. Реорганізація, реконструкція і дооснащення виробничих потужностей для збільшення випуску виробів цивільного значення (газової апаратури, офісного обладнання, ТНС). Розширення номенклатури виробів цивільного призначення (стрічкові пилорами з комплектом обладнання, навісне обладнання для мотоблоків, плуги поворотні навісні ППН-7 — 45 та ППН-5-45, офісне обладнання).
- 2003 р. Впроваджена система управління якістю виробництва продукції згідно з вимогами міжнародного стандарту ДСТУ ISO 9001:2001, яка гарантує випуск продукції високої якості.
- 2004 р. Проведено сертифікацію системи управління якістю виготовлення продукції військового призначення згідно з вимогами ГР3-026-2003 р.
- 2005 р. Освоєння та випуск агрегатів і вузлів до протитанкової керованої ракети «Стугна».
- 2006 р. Розроблена і випускається повірочна апаратура для калібрування та повірки лічильників газу, яка необхідна як у серійному виробництві, так і в експлуатації в міжповірочний період.
- 2010 р. Освоєння та випуск вузлів і деталей до перевізного протитанкового комплексу «Бар'єр».
- 2011 р. Освоєння та випуск вузлів і деталей до переносних протитанкових комплексів: «Скіф», «Корсар».
- 17.11.2011 ДП «Жулянський машинобудівний завод „Візар“», що підпорядковувався Міністерству Промислової політики, на виконання відповідної Постанови КМ України №  374 від 06.04.2011  передали в підпорядкування до державного концерну «Укроборонпром».
- 2012 р. Проводять роботи з ремонту та продовженню ресурсу виробів 5В55. Виготовляють складові частини виробу 48Н6 та з'ємних виробів авіаційного озброєння на експорт.

### Російсько-українська війна
15 квітня 2022 року близько 1:30 ночі на територію заводу прилетіли п'ять російських ракет «Калібр». Внаслідок вибухів серйозних пошкоджень зазнали цех та адміністративна будівля заводу. У близько 50 автомобілів, припаркованих біля заводу, вибило вікна.
За даними ЗМІ завод був залучений до виробництва крилатих ракет Р-360 «Нептун». Цими ракетами з берегового ракетного комплексу «Нептун» потопили флагман російського Чорноморського флоту ракетний крейсер «Москва».